# União Aduaneira da Eurásia
União Aduaneira da Eurásia (UAE) é uma união aduaneira que consiste de todos os Estados-membros da União Econômica Eurasiática. A união é um objetivo principal da Comunidade Econômica Eurasiática, estabelecida em 2000, e agora alcançado pela União Econômica Eurasiática. Nenhuma taxa aduaneira é cobrada sobre as mercadorias transportadas dentro da união aduaneira (ao contrário de uma área de livre-comércio) e os seus membros impõem uma tarifa externa comum a todos os bens que entram na união. Uma das consequências disto é que a União Eurasiática negocia como uma entidade única no comércio internacional de negócios, tais como a Organização Mundial do Comércio, em vez de países-membros individuais.
Ela entrou em vigência em 1 de janeiro de 2010. Seus Estados fundadores são Bielorrússia, Cazaquistão e Rússia. Em 2 de janeiro de 2015, foi ampliada para incluir a Armênia. O Quirguistão aderiu à UAE em 6 de agosto de 2015. O tratado original que instituiu a União Aduaneira foi extinto pelo acordo que institui a União Eurasiática, assinado em 2014, que integrou a União Aduaneira no quadro legal da entidade.
Os Estados-membros continuaram com a integração econômica e removeram todas as fronteiras aduaneiras entre si a partir de julho de 2011. Em 19 de novembro de 2011, os membros montaram uma comissão conjunta para promover os laços econômicos. Em 1 de janeiro de 2012, os três Estados formaram um único espaço econômico para promover uma maior integração. A Comissão Econômica Eurasiática é a agência regulamentadora da União Aduaneira e da Comunidade Econômica Eurasiática.